# Mel Brown (Musiker, 1944)

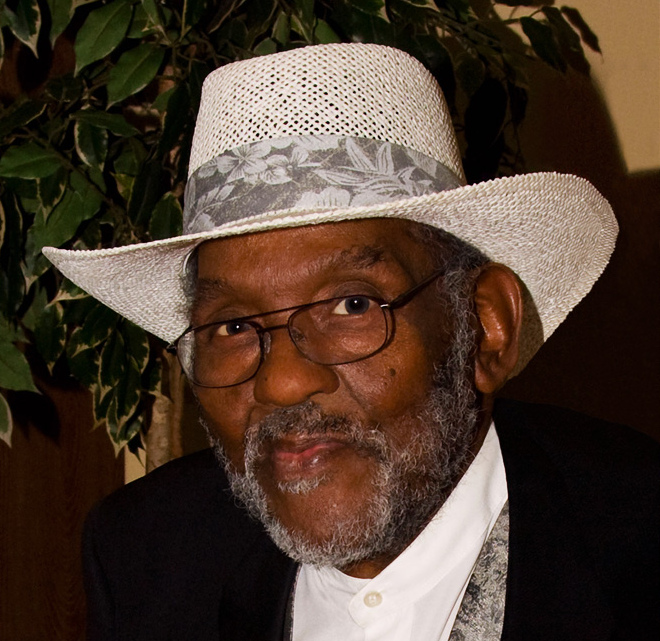
Mel Brown

Mel Brown (* 1944 in Portland, Oregon) ist ein US-amerikanischer Soul- und Jazzmusiker (Schlagzeug), der sich vor allem durch seine Aktivitäten in der Musikszene von Portland hervortat.

## Leben und Wirken
Mel Browns Familie zog Anfang der 1940er-Jahre von Arkansas nach Portland, Oregon; geboren wurde er dort als letzter von sechs Geschwistern. Im Alter von fünfzehn Jahren unterrichtete Brown, ein Mitglied der Portland Junior Symphony, andere Schüler an der Washington High School. In der High School war Browns Schlagzeug-Fertigkeit offensichtlich, und als er 19 Jahre alt war, hatte er sich bereits einen Auftritt mit dem Soul-Jazz-Newcomer Billy Larkin und Delegates gesichert. Das Hit-Album dieser Band, Pigmy, an dem Brown Ende 1964 mitwirkte, gab ihm das Selbstvertrauen, sich an Miles Davis’ Schlagzeuger Philly Joe Jones zu wenden, um Unterricht zu erhalten.
Er besuchte dann die Portland State University mit einem Musikstipendium.
Nach einer Zeit bei Bobby Taylor & den Vancouvers arbeitete Brown in den 1970er- und 1980er-Jahren als Studio- und Tournee-Schlagzeuger für eine Vielzahl von Motown-Acts, darunter Diana Ross, Martha & the Vandellas und The Main Ingredient. Während dieser Zeit war er auch bei zahlreichen Motown-Studioaufnahmen beteiligt. George Benson und Dr. Lonnie Smith engagierten ihn für Soul-Jazz-Sessions. Brown tourte sieben Jahre lang mit The Temptations, während der Ära nach David Ruffins Mitgliedschaft.

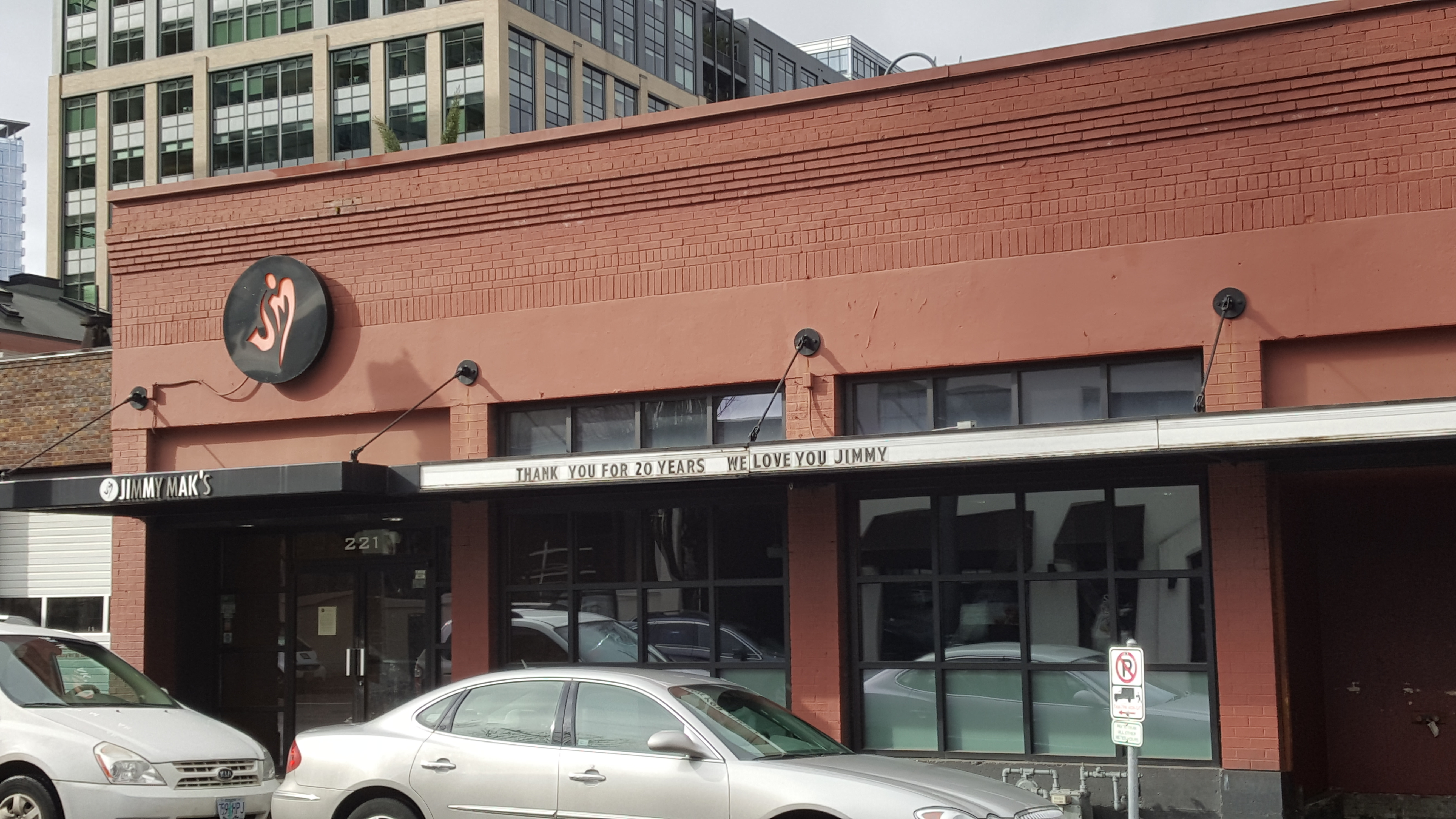
Der Veranstaltungsort Jimmy Mak's in Portland (2017)

In den frühen 1980er Jahren kehrte Brown in seine Heimatstadt Portland zurück, wo er eine Familie gründete und sich der Jazz-Community wieder anschloss; im Hauptberuf arbeitete er als Buchhalter. In den 1990er-Jahren war er Mitglied des Trios von Leroy Vinnegar, zu hören auf dessen Album Walkin’ the Basses (1992); außerdem gründete er das Mel Brown Quintet und das Mel Brown B-3 Organ Trio. Zur Unterstützung der lokalen Musikszene begann er mit einer wöchentlichen Jamsession, dann wöchentlichen Gigs; Brown spielte Jazz für die Generation seiner Eltern. Zudem legte er bis in die 2010er-Jahre eine Reihe von Alben unter eigenem Namen vor. Im Bereich des Jazz war er laut Tom Lord zwischen 1964 und 2019 an 52 Aufnahmesessions beteiligt, ab den 1980er-Jahren auch mit Richie Cole, dem Teddy Edwards Brasstring Ensemble, Warren Rand, Jessica Williams, Randy Porter, Don Lanphere und dem Stan Bock Ensemble. 2019 trat er beim Montavilla Jazz Festival auf, wo ein Konzertmitschnitt und Interview für WBGO entstand.
Brown eröffnete auch einen Schlagzeugladen, bot Unterricht an und leitete später ein Jazzcamp, das er fast zwei Jahrzehnte betrieb. Währenddessen trat Brown regelmäßig an Veranstaltungsorten der Stadt wie Jimmy Mak's, The Hobbitt und der Jack London Revue auf. In den 1990er-Jahren wurde er Mitglied des Leitungsteams des Mt. Hood Jazz Festival und startete den Mel Brown Summer Jazz Workshop für Musikstudenten. 1999 wurde er in die Jazz Society of Oregon Hall of Fame aufgenommen und trat mehrmals mit der Oregon Symphony auf. Sowohl mit seinem Septett – nach dem Vorbild von Art Blakeys Jazz Messengers – als auch mit seiner B-3-Orgelgruppe verband er die Präzision des Motown-Sounds mit der Elastizität des Bebop, schrieb Alex Ariff für Jazz Night in America bei WBGO.

## Diskographische Hinweise
- Gordon Bleu: The Mel Brown Sextet Plays the Music of Gordon Lee (Gleeful, 1989), mit Thara Memory, Warren Rand, Michael York, Gordon Lee, Tim Gilson
- Leroy Vinnegar: Integrity - The Walker Live at Lairmont (Jazz Focus, 1995), mit Gary Harris, Dan Faehnle
- Mr. Groove (2000)
- Live at the Britt Festival (2003)
- Girl Talk (2005)
- The Mel Brown B3 Organ Group: Smokin' at Jimmy's (2006)